# Smerekivka, Peremîșleanî
Smerekivka (în ucraineană Смереківка) este un sat în comuna Dunaiiv din raionul Peremîșleanî, regiunea Liov, Ucraina.

## Demografie
Componența lingvistică a localității Smerekivka
     Ucraineană (100%)
Conform recensământului din 2001, toată populația localității Smerekivka era vorbitoare de ucraineană (100%).